# AtlasIntel
A AtlasIntel (também conhecida no Brasil como; Atlas Político ou Latam Pulse) é uma empresa brasileira de pesquisa de mercado e ciência de dados, fundada por Andrei Roman e Thiago Costa. A AtlasIntel realiza pesquisas de opinião públicas e privadas na América do Sul, América do Norte, Europa, África e Oriente Médio.
A AtlasIntel possui uma reputação de precisão em pesquisas políticas. Foi classificada como a empresa de pesquisa mais precisa na eleição presidencial dos Estados Unidos de 2020 e previu com exatidão resultados eleitorais em diversos países da América Latina. O agregador de pesquisas FiveThirtyEight classificou a AtlasIntel com 2,7 de 3 estrelas, com base em sua precisão histórica e divulgação de metodologia. Em 2025, o estatístico Nate Silver classificou a AtlasIntel como a empresa de pesquisa mais precisa na política americana. Na política brasileira também fica entre um dos institutos mais precisos nas eleições presidenciais.

## América do Sul
As pesquisas da AtlasIntel apresentaram os resultados mais precisos entre as empresas de pesquisa na eleição presidencial na Argentina em 2019. A empresa também previu corretamente a rejeição do referendo constitucional chileno de 2022 e a eleição de Gustavo Petro na eleição presidencial colombiana de 2022.
A AtlasIntel subestimou a porcentagem de votos de Jair Bolsonaro no primeiro turno da Eleições gerais no Brasil em 2022, mas em menor grau do que outras grandes empresas de pesquisa. A Atlas previu uma diferença de 9 pontos entre Bolsonaro e Lula, sendo que o resultado do primeiro turno foi uma diferença de 5 pontos. Durante a eleição, a AtlasIntel esteve envolvida em uma disputa com organizações de notícias parceiras que, segundo a empresa, teriam vazado resultados de pesquisas antes das datas de embargo acordadas.
A AtlasIntel realiza rotineiramente pesquisas sobre as atitudes políticas no Brasil. O CEO Andrei Roman expressou preocupação com as tendências recentes que mostraram um aumento da desconfiança no processo eleitoral, citando descobertas como uma pesquisa pós-eleitoral de 2022 que indicou que mais de 38% dos brasileiros acreditavam que Bolsonaro era o vencedor legítimo da eleição de 2022.
A AtlasIntel estabeleceu uma parceria com a Bloomberg News para o desenvolvimento de um estudo sobre cinco países latino-americanos (Argentina, Brasil, Chile, Colômbia e México), conhecida como Latam Pulse. O estudo tem um cronograma de lançamento mensal e apresenta pesquisas sobre índices de aprovação de governo e outros tópicos importantes de discussão política do mês.
No Brasil a AtlasIntel também costuma realizar anualmente pesquisas sobre as maiores torcidas de futebol.

## Estados Unidos
Em 2025, a AtlasIntel foi classificada por Nate Silver como a empresa de pesquisa política mais precisa dos Estados Unidos.
De acordo com uma análise do agregador de pesquisas FiveThirtyEight, a AtlasIntel foi a empresa de pesquisa mais precisa na eleição presidencial dos Estados Unidos de 2020, com um erro médio de 2,2 pontos.
Para a eleição presidencial dos Estados Unidos de 2024, Silver classificou a AtlasIntel como a segunda melhor empresa de pesquisa, empatada com a Patriot Polling, enquanto a empresa de pesquisa ActiVote classificou a AtlasIntel como a melhor empresa de pesquisa da eleição.

## Europa
A AtlasIntel realizou pesquisas políticas na França e na Romênia. Durante uma investigação padrão financiada pela Fundação Calouste Gulbenkian e pelo Fundo Europeu de Mídia, o agregador de pesquisas Europe Elects não encontrou evidências documentadas de conflito de interesses e incluiu a empresa de pesquisa em seu banco de dados de empresas de pesquisa confiáveis.

## Metodologia de Pesquisa
A AtlasIntel utiliza pesquisas baseadas na web e realiza amostragem através de sua tecnologia proprietária de "Recrutamento Aleatório Digital". Os participantes das pesquisas são recrutados por meio da segmentação geolocalizada de usuários que navegam na web. As pesquisas da AtlasIntel buscam identificar padrões nas taxas de não-resposta variáveis durante a amostragem e ajustam-se de acordo para mitigar o viés de não-resposta. A AtlasIntel realiza a pós-estratificação de suas amostras com as variáveis de gênero, idade, educação, renda, região e comportamento eleitoral anterior.